# Cadáveres (filme)
Unrest (Brasil: Cadáveres ) é um filme de terror independente, lançado em 2006. Ele foi, pela primeira vez, exibido no festival de cinema de terror “8 Films To Die For”, durante a temporada de outono de 2006.
No “International Horror and Sci-Fi Film Festival” de 2006, o filme foi premiado com o prêmio de Melhor Filme de terror do ano, e a atriz principal, Corri English, ganhou prêmio de Melhor Atriz.
O filme foi dirigido por Jason Todd Ipson, diretor de “Todos Querem ser Italianos”. A distribuição ficou por conta da After Dark Films, que está na produção do próximo filme da Sony Pictures, Elysium; No Brasil, foi distribuido pela famosa California Filmes.

## Elenco
- CORRI ENGLISH – Alison Blanchard
- Marisa Petroro – Alita Covas
- Ben Livingston – Ivan Verbukh
- Abner Genece – Malcolm Little
- Derrick O'Connor – Dr. Walter Blackwell
- Scot Davis – Brian Cross
- Joshua Alba – Carlos Aclar
- Jay Jablonski – Rick O'Connor
- Reb Fleming – Dr. Carolyn Saltz
- Anna Johnson – Jennifer
- J.C. Cunningham – Médico de registros
- Terence Goodman – Secretário
- Rhett Willman – Segurança

### Não-creditados
- Stefania Barr – Alison Blanchard (10 anos de idade)
- Julio Bove – Psiquiatra
- Mario DeAngeli – Médico
- Susan Duerden – Jasmin Blanchard
- Christopher J. Stephenson – Estudante de medicina
- Jerry Tracy – Policial rodoviário

## Sinopse
Quatro estudantes do primeiro ano da faculdade de medicina têm seus limites testados enquanto trabalham em um laboratório dissecando cadáveres. Após algumas aulas de anatomia lideradas pelo professor Dr. Blackwell, Alison, uma das estudantes, começa a apresentar um comportamento estranho e passa a ter visões assustadoras. Mas ela, determinada a tirar notas altas, acredita em sua sanidade, e duvida do sobrenatural. Porém, o terror começa, quando um de seus colegas aparece morto, de forma inexplicável, no local. Enquanto autoridades afirmam que a morte do estudante foi por causa natural, Alison, que continua tendo as estranhas visões, começa a investigar o mistério e descobre que terá que enfrentar um espírito enfurecido para evitar outras mortes trágicas.

## Produção
Cadáveres foi  o primeiro filme filmado, realmente, em um necrotério, onde o elenco experimentou algumas coisas desagrádaveis. O trailer afirma que este foi o primeiro filme onde foram utilizados corpos reais. No entanto, este não é o primeiro. No filme de 1982, Poltergeist, na cena em que a mãe cai na piscina e os esqueletos à atacam, os esqueletos usados na cena eram reais, e foram enterrados no local do set. Da mesma forma, no filme de Hong Kong, do ano de 1987, “731: Bactérias, A Maldade Humana”, o corpo verdadeiro de uma criança foi usado para uma cena de autópsia. 

## Sequência para o Brasil
Há um filme, produzido nos Estados Unidos chamado The Morgue, mas, no Brasil, o filme foi intitulado Cadáveres 2. Muita gente acha que é a sequência do filme, quando, na verdade, não há uma sequência para Cadáveres. A Universal Pictures do Brasil se aproveitou da história parecida com o filme original, e preferiu nomear de um jeito mais chamativo. Esse filme foi lançado direto para Home-vídeo, em 2008.